# Teodosio II di Braganza
Teodosio II di Braganza (Vila Viçosa, 28 aprile 1568 – Vila Viçosa, 29 novembre 1630) fu un duca di Braganza dal 1583 al 1630.

## Biografia
Era figlio di Giovanni I di Braganza e di Caterina di Guimarães.
Fu un principe molto colto e ben istruito. Da bambino, Teodósio fu portato a corte e divenne un paggio del re Sebastiano I del Portogallo. Il re gli era molto affezionato e nel 1578 insistette perché lo accompagnasse in Africa e partecipò alla battaglia di Alcazar-Quebir.
Teodosio rimase al fianco del re fino a quando la situazione divenne estremamente pericolosa. Sebastiano ordinò ai servi di portare il bambino, di dieci anni, al sicuro dietro le linee. Il giovane non fu felice di essere messo da parte e corse via alla prima occasione. Teodosio montò a cavallo e andò in prima linea, inseguito da servitori molto spaventati. Alla fine, come molti altri, fu ferito e fatto prigioniero. Tornato in Portogallo, suo padre Giovanni impazzì per il dolore e offrì una fortuna per il riscatto del suo erede. Chiese anche al re Filippo II di Spagna di scrivere al re del Marocco per risparmiare la vita del giovane Teodosio. Non ci fu  bisogno di un simile allarme. Impressionato dal racconto del suo coraggio in battaglia, il re del Marocco lasciò andare il bambino, sicuro e senza riscatto, nell'agosto del 1579.
Nel frattempo, in Portogallo, la situazione era difficile. Con la scomparsa del re Sebastiano nella battaglia, il nuovo re fu il cardinale Enrico I del Portogallo, un vecchio senza figli. Teodosio era il figlio dell'Infanta Caterina, una donna ambiziosa che, con suo marito il duca di Braganza, aspirava al trono. Filippo II di Spagna aspirò anche al trono portoghese e usò ogni mezzo per mantenere il giovane Teodosio (pronipote del re Manuele I e una possibile minaccia) fuori dal paese. Solo quando si fu assicurato con sicurezza la corona, Filippo II, ora Filippo I di Portogallo, permise il ritorno del bambino.
Teodosio diventò duca nel 1583, alla morte di suo padre. Difese Lisbona dagli attacchi di altri candidati (Antonio di Crato) e fu responsabile della sicurezza del regno per molto tempo.

## Matrimonio
Sposò, il 17 giugno 1603, Ana de Velasco y Girón (1585-7 novembre 1607), figlia di Juan Fernández de Velasco, duca di Frias. I due ebbero quattro figli:
- Giovanni II (1604-1656)
- Duarte di Braganza (1605-1649)
- Catarina di Braganza (1606-1610)
- Alessandro di Braganza (1607-1637)

## Ascendenza
|                         |                          |                                                  | Genitori                                                 |  |  | Nonni |  |  | Bisnonni            |  |  | Trisnonni                 |  |
|                         |                          |                                                  |                                                          |  |  |       |  |  | Giacomo di Braganza |  |  | Ferdinando II di Braganza |  |
|                         |                          |                                                  |                                                          |  |  |       |  |  | Giacomo di Braganza |  |  | Ferdinando II di Braganza |  |
|                         |                          | Isabella di Viseu                                |                                                          |  |  |       |  |  | Giacomo di Braganza |  |  |                           |  |
| Teodosio I di Braganza  |                          |                                                  |                                                          |  |  |       |  |  | Giacomo di Braganza |  |  |                           |  |
|                         |                          | Leonor de Guzmán Velasco                         | Juan Alfonso Pérez de Guzmán, III duca di Medina Sidonia |  |  |       |  |  |                     |  |  |                           |  |
|                         |                          | Leonor de Guzmán Velasco                         | Juan Alfonso Pérez de Guzmán, III duca di Medina Sidonia |  |  |       |  |  |                     |  |  |                           |  |
|                         |                          | Leonor de Guzmán Velasco                         | …                                                        |  |  |       |  |  |                     |  |  |                           |  |
| Giovanni I di Braganza  |                          | Leonor de Guzmán Velasco                         |                                                          |  |  |       |  |  |                     |  |  |                           |  |
|                         |                          | Dionigi di Braganza, Conte di Lemos              | …                                                        |  |  |       |  |  |                     |  |  |                           |  |
|                         |                          | Dionigi di Braganza, Conte di Lemos              | …                                                        |  |  |       |  |  |                     |  |  |                           |  |
|                         |                          | Dionigi di Braganza, Conte di Lemos              | …                                                        |  |  |       |  |  |                     |  |  |                           |  |
| Isabella di Lencastre   |                          | Dionigi di Braganza, Conte di Lemos              |                                                          |  |  |       |  |  |                     |  |  |                           |  |
|                         |                          | Beatrice di Castro Osorio, III Contessa di Lemos | …                                                        |  |  |       |  |  |                     |  |  |                           |  |
|                         |                          | Beatrice di Castro Osorio, III Contessa di Lemos | …                                                        |  |  |       |  |  |                     |  |  |                           |  |
|                         |                          | Beatrice di Castro Osorio, III Contessa di Lemos | …                                                        |  |  |       |  |  |                     |  |  |                           |  |
| Teodosio II di Braganza |                          | Beatrice di Castro Osorio, III Contessa di Lemos |                                                          |  |  |       |  |  |                     |  |  |                           |  |
|                         | Manuele I del Portogallo | Ferdinando d'Aviz                                |                                                          |  |  |       |  |  |                     |  |  |                           |  |
|                         | Manuele I del Portogallo | Ferdinando d'Aviz                                |                                                          |  |  |       |  |  |                     |  |  |                           |  |
|                         | Manuele I del Portogallo | Beatrice d'Aviz                                  |                                                          |  |  |       |  |  |                     |  |  |                           |  |
| Eduardo d'Aviz          | Manuele I del Portogallo |                                                  |                                                          |  |  |       |  |  |                     |  |  |                           |  |
|                         |                          | Maria del Portogallo                             | Ferdinando II d'Aragona                                  |  |  |       |  |  |                     |  |  |                           |  |
|                         |                          | Maria del Portogallo                             | Ferdinando II d'Aragona                                  |  |  |       |  |  |                     |  |  |                           |  |
|                         |                          | Maria del Portogallo                             | Isabella di Castiglia                                    |  |  |       |  |  |                     |  |  |                           |  |
| Caterina di Guimarães   |                          | Maria del Portogallo                             |                                                          |  |  |       |  |  |                     |  |  |                           |  |
|                         |                          | Giacomo di Braganza                              | Ferdinando II di Braganza                                |  |  |       |  |  |                     |  |  |                           |  |
|                         |                          | Giacomo di Braganza                              | Ferdinando II di Braganza                                |  |  |       |  |  |                     |  |  |                           |  |
|                         |                          | Giacomo di Braganza                              | Isabella di Viseu                                        |  |  |       |  |  |                     |  |  |                           |  |
| Isabella di Braganza    |                          | Giacomo di Braganza                              |                                                          |  |  |       |  |  |                     |  |  |                           |  |
|                         |                          | Leonor de Guzmán Velasco                         | Juan Alfonso Pérez de Guzmán, III duca di Medina Sidonia |  |  |       |  |  |                     |  |  |                           |  |
|                         |                          | Leonor de Guzmán Velasco                         | Juan Alfonso Pérez de Guzmán, III duca di Medina Sidonia |  |  |       |  |  |                     |  |  |                           |  |
|                         |                          | Leonor de Guzmán Velasco                         | …                                                        |  |  |       |  |  |                     |  |  |                           |  |
|                         |                          | Leonor de Guzmán Velasco                         |                                                          |  |  |       |  |  |                     |  |  |                           |  |